# اساسینز کرید والهالا
اساسینز کرید والهالا (انگلیسی: Assassin's Creed: Valhalla) یک بازی ویدئویی در سبک اکشن-ماجراجویی، نقش‌آفرینی و مخفی‌کاری است که توسط یوبی‌سافت و ۱۴ استودیوی بازی‌سازی دیگر این شرکت، در سال ۲۰۲۰ برای سکوهای پلی‌استیشن ۴، پلی‌استیشن ۵، ایکس‌باکس وان، ایکس‌باکس سری اکس و سری اس، گوگل استدیا و مایکروسافت ویندوز منتشر شد.
این بازی بیست و یکمین قسمت از مجموعه بازی‌های اساسینز کرید و نهمین قسمت از مجموعه اصلی پس از بازی اساسینز کرید ادیسه محسوب می‌شود. داستان بازی در۸۷۳ میلادی و در زمان حملات وایکینگ‌ها به بریتانیا اتفاق می‌افتد. داستان و بسیاری از اتفاقات بازی در سرزمین‌های اسکاندیناوی و بریتانیا رخ می‌دهند. در این بازی همانند نسخهٔ قبلی خود امکان انتخاب بین دو شخصیت زن و مرد وجود دارد. به گفته سازندگان شخصیت اصلی اِیوُر نام دارد.

## درون‌مایه داستانی
در سال ۸۷۳ میلادی، یعنی ۱۰۰سال بعد از حمله راگنار وایکینگ به انگلیس، جنگ و ازدحام جمعیت در نروژ باعث می‌شود که ایور وایکینگ‌های قبیله به خاطر جهانگشایی وایکینگ‌ها در سراسر اروپا خود را برای اسکان در سرزمین‌های جدید به سمت انگلستان آنگلوساکسونی رهبری کند.
این قبیله و سایر وایکینگ‌ها که ارتش بزرگ هیثِن را تشکیل داده‌اند، طی چند سال با پادشاهی‌های وسکس، نورثامبریا، آنگلیای شرقی و مرسیا درگیر می‌شوند. ایور و طایفه او با نیروهای به فرماندهی رهبران این پادشاهی‌ها از جمله آلفرد کبیر، پادشاه وسکس روبرو می‌شوند.
در این زمان است که ایور با مخفی‌ها (اساسین‌ها) ملاقات می‌کند و به نبرد آن‌ها علیه گروه نظام پیشینیان (تمپلارها) می‌پیوندد.
مانند نسخه‌های قبلی این سری، والهالا مجموعه‌ای از روایت‌ها را در زمان مدرن به نمایش می‌گذارد. داستان، لیلا حسن، شخصیتی که قبلاً در نسخه‌های اوریجینز و ادیسه به عنوان شخصیتی کلیدی ظاهر شد را همراهی می‌کند والهالا هم‌چنین عناصر داستانیِ مربوط به ایسو که در سری اساسینز کرید یک تمدن ماقبل تاریخ و پیشرفته بشری است را در خود خواهد داشت.

## معرفی و انتشار
در ۱۱ اردیبهشت ۱۳۹۹ (۳۰ آوریل ۲۰۲۰) شرکت یوبی‌سافت چین اعلام کرد در ساعت ۱۴:۳۰ به وقت ایران، رویداد ویژه‌ای برگزار خواهد شد. در ساعت مقرر، باس لاجیک، هنرمند و طراح پوستر، در صفحه رسمی اساسینز کرید در یوتیوب شروع به طراحی پوستر بازی کرد و با کامل شدن پوستر، یوبی‌سافت از بازی اساسینز کرید والهالا رونمایی کرد.
تاریخ دقیق عرضه اساسینز کرید: در تاریخ ۱۲ نوامبر ۲۰۲۰ در آمریکا و استرالیا و ۱۹ نوامبر ۲۰۲۰ در اروپا، به دو صورت فیزیکی و دیجیتالی برای کنسول‌های پلی‌استیشن ۴، پلی استیشن ۵، اکس‌باکس وان، اکس باکس سری اکس و سری اس، گوگل استدیا و مایکروسافت ویندوز منتشر شد؛ همچنین، نسخه دیجیتالی این بازی بر رایانه‌های شخصی در فروشگاه‌های اپیک گیمز و یوپلی در دسترس است.

## روند بازی
در این نسخه بازیکن همانند نسخه پیشین می‌تواند جنسیت شخصیت اصلی بازی را تعیین کند. طبق گفته سازندگان شخصیت ایور نام دارد. کاربران نسبت به نسخه‌های پیشین، شاهد عناصر نقش‌آفرینی عمیق‌تری خواهند بود؛ شخصیت اصلی و تمامی تجهیزات کاملاً قابل شخصی‌سازی و قابل ارتقا است. همچنین کاربر در طول بازی با استفاده از درخت مهارت، مهارت‌های متفاوتی می‌توان کسب کرد. برخلاف شایعات، این بازی کاملاً تک‌نفره خواهد بود.
بازی در سرزمین‌های نروژ و بریتانیا جریان خواهد داشت. انگلستان بخش بزرگی از دنیای بازی را دربر می‌گیرد و سه شهر بزرگ و مهم درآن زمان لندن، وینچستر و یورک و قسمت‌هایی از سرزمین نروژ نیز در نقشه بازی در دسترس خواهند بود. خدایان و اسطورههای نورس در این بازی حضور دارند، البته به گفته سازندگان، اساطیر و افسانه‌ها در این نسخه حضور پر رنگی ندارند و داستان بازی بیشتر به واقعیت تاریخی آن زمان نزدیک‌تر است. کاربران با استفاده از کشتی و خدمه قابل شخصی‌سازی می‌توانند به مناطق مختلف سفر کرده یا حمله و غارت کنند. هم‌چنین بازیکنان می‌توانند سکونتگاه خود را بسازند و افراد قبیله و کسانی که استخدام یا در قبیله عضو می‌شوند در این سکونت‌گاه زندگی کنند.
درون‌مایه داستانی بازی با محوریت ساخت یک ارتش از وایکینگ‌ها و اتحاد آنان برای نجات سرزمین خود است در مقطعی از بازی به خود ایور نیز پرداخته می‌شود، مثلاً در بخشی ایور با فرقهٔ قاتلین روبرو شده و سلاح معروف بازی یا تیغهٔ مخفی را دریافت می‌کند. در این نسخه برخلاف نسخه‌های دیگر تیغه بر روی دست ایور قرار دارد به این دلیل که ایور پس از ملاقات با اساسین‌ها به این نتیجه می‌رسد که چرا سلاح قدرتمندی مانند آن باید مخفی باشد؛ همهٔ دشمنان باید آن سلاح را ببینند تا از وی بترسند، بنابراین او تصمیم می‌گیرد خنجر را بر روی دست خود قرار می‌دهد و آنرا مخفی نمی‌کند.
بازیکنان در بازی قادر به استفاده از دو سلاح خواهند بود و بازی محدودیتی در انتخاب سلاح ایجاد نمی‌کند. اشرف اسماعیل کارگردان بازی دراین‌باره می‌گوید:
گرفتن اسلحه‌ها با هر دو دست یکی از بخش‌های مهم بازی است. شما تقریباً می‌توانید هرنوع از اسلحه‌هایی که در بازی وجود دارد را به‌صورت دودستی استفاده کنید. حتی اگر بخواهید دو سپر را در دست بگیرید، ما این امکان را در اختیار شما قرار داده‌ایم.
کاربران با دشمنان متفاوتی روبرو خواهند شد که بعضی از آنان قدرتمند خواهند بود. برای مثال در تریلرهای ارائه شده از دشمنی به نام رینگ‌لیدر رونمایی می‌شود که شخصیت ایور را تا حد شکست پیش می‌برد. این دشمن نوعی فرماندهٔ جنگی است که قادر است سربازان را با خود همراه کند؛ قابلیت‌های مختلف و نقطه‌ضعف‌های بسیار کمی دارد و به سختی می‌شود از سد زره محکم او گذشت.